# Quebrada Cachina
La quebrada Cachina es un lecho seco se desarrolla en la Región de Antofagasta.

## Historia
Luis Risopatrón describe tres accidentes geográficos en ese lugar en su Diccionario Jeográfico de Chile: 110–111 
Cachina (Aguada de la) 70° 42'. Es lugar de majadas, tiene vegas pantanosas i se encuentra en la parte inferior de la quebrada del mismo nombre, al S de El Salto. 62, II, p. 365; 98, II, p. 503; i III, p. 121; i 161, II, p. 69; Aguada en 131; i 156; i Agua en 98, carta de San Román (1892).
Cachina (Quebrada de la) 25° 50' 70° 25'. Es de larga estensión, forma un pequeño valle poblado de plantas de cachina (Scirpus chilensis), corre hacia el W i presenta dos o tres piques en la parte inferior, que a pocos metros de profundidad. dan en agua, que no es mui cargada de sales; un kilómetro mas abajo, a poca distancia antes de desembocar en la caleta Esmeralda, presenta un salto vertical de 50 a 100 m de altura. 98, II, p. 387 i 502 i carta de San Román (1892); 99, p. 23; 128; 155, p. 96; 156; i 161, I, p. 15.
Cachina (Vegas de la) 25° 52' 70° 37'. Son saladas, están casi desprovistas de pasto, de cerca de un kilómetro de largo, alimentan algún ganado lanar i tienen una agua que corre en hilitos i es completamente intomable hasta por los animales; se halla agua dulce a 2 o 4 m de hondura, rompiendo una costra de tosca i se encuentran en la parte inferior de la quebrada del mismo nombre, a corta distancia al W de La Placilla, del mineral Esmeralda. 98, III, p. 121; i 161, I, p. 15; Agua en 98, carta de San Román (1892); i Aguada en 156.
Entre el 25  y el 27 de marzo, el temporal del norte de Chile de 2015 generó inundaciones y aluviones en las ciudades de Chañaral, Copiapó, Taltal, Diego de Almagro, El Salado, Tierra Amarilla, Alto del Carmen, Vicuña, entre otras. Durante el día 24 de marzo precipitaciones mayores a 50 mm en 24 hrs. se concentraron, principalmente, en la parte media y alta de la quebrada de Taltal. Al día siguiente hubo precipitaciones (entre 10 y 50 mm/24hr) en la parte baja de la cuenca de la quebrada Taltal;